# Філіберт Смеллінкс
Філіберт Смеллінкс (нід. Philibert Smellinckx, 17 січня 1911, Сен-Жіль — 8 квітня 1977) — бельгійський футболіст, що грав на позиції захисника за клуб «Уніон Сент-Жілуаз», а також національну збірну Бельгії.
Триразовий чемпіон Бельгії. 

## Клубна кар'єра
У футболі дебютував 1928 року виступами за команду «Уніон Сент-Жілуаз», кольори якої і захищав протягом усієї своєї кар'єри гравця, що тривала цілих дев'ятнадцять років. За цей час тричі виборював титул чемпіона Бельгії.

## Виступи за збірну
1933 року дебютував в офіційних матчах у складі національної збірної Бельгії. Протягом кар'єри у національній команді провів у її формі 19 матчів, в 13 з яких був капітаном.
У складі збірної був учасником двох мундіалей:
- чемпіонату світу 1934 року в Італії, де зіграв проти збірної Німеччини (2-5);

- чемпіонату світу 1938 року у Франції, де на поле не виходив.
Помер 8 квітня 1977 року на 67-му році життя.

## Титули і досягнення
- Чемпіон Бельгії (3):

«Уніон Сент-Жілуаз»: 1932-1933, 1933-1934, 1934-1935